# Roton
La Roton è la più importante nonché la prima etichetta discografica indipendente rumena. Fu fondata nel 1994 nella capitale rumena, dove tuttora si trova la sede principale, che conta circa 400 dipendenti. Le filiali sono situate a Iași, Cluj e Timișoara. Nel corso degli anni ha saputo affiancarsi ai maggiori produttori europei; tra questi sono da annoverare: ToCo International (Paesi Bassi), Kontor (Germania), Ministry of Sound (Inghilterra e Germania), Siebepunkt (Germania), Unlimited Sounds (Germania), Clubland Records (Germania), Byte Records (Belgio), Premium Latin Music (America) e Sleepingroom Recordings (Germania). Grazie a ciò ha prodotto per artisti di fama internazionale come: Sylver, Scooter, ATB, Demis Roussos, In-Grid, Fabrizio Moro, Schiller, Despoina Vandī, Tiësto, Armin Van Buuren, Aventura, Danzel, The Underdog Project e Benny Benassi.
Inoltre la società possiede a sua volta 4 sottoetichette:
- NRG! A (musica per le giovani generazioni),
- RUL (etichetta per il genere Urban)
- TEZAUR (folklore rumeno).

Molti sono gli artisti rumeni con cui collabora o ha collaborato in passato, tra i più conosciuti: Antonia Iacobescu, Inna, Alexandra Stan, Free Deejays, Connect-R, Puya, Ellie White, Fly Project, Tom Boxer e Akcent.
Nel 2011 ha raggiunto un accordo con la Universal Music Group per alcuni dei suoi artisti più rappresentativi.